# Acer floridanum
Acer floridanum е вид растение от семейство Sapindaceae. Видът е незастрашен от изчезване.

## Разпространение
Видът е разпространен в крайбрежните равнини на САЩ, от югоизточна Вирджиния на север, до централна Флорида на юг, и на запад до Оклахома и Тексас.